# James Figg

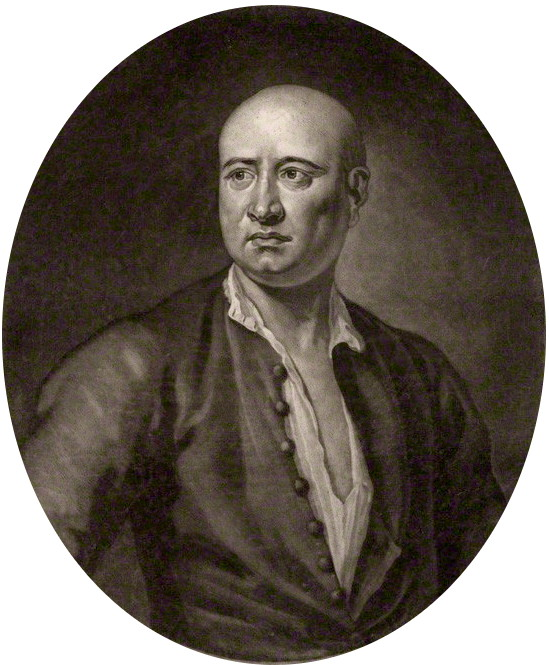
James Figg, c. 1727–1729

James Figg (* 1684 in Thame, Oxfordshire; † 8. Dezember 1734) war ein englischer Schwergewichtsboxer. Er gilt als erster anerkannter Schwergewichtsmeister Englands.
Auch wenn schon im 17. Jahrhundert in England geboxt wurde, konnte sich erst Figg, der auch in anderen Sportarten wie dem Fechten stark war, als ab 1719 allgemein anerkannter Meister etablieren und eine Boxschule gründen. Damals kämpfte man noch Bare-knuckle, also mit der bloßen Faust ohne den Schutz von Handschuhen.
Er war gut befreundet mit William Hogarth, sein Sponsor war der Earl of Peterborough.
Figg trat 1734 zurück, George Taylor, einer seiner Schüler, erklärte sich zum neuen Meister.
1992 fand Figg Aufnahme in die International Boxing Hall of Fame.